# Just Like You Imagined
«Just Like You Imagined» (с англ. — «Как ты и представлял») — инструментальная композиция американской индастриал-рок-группы Nine Inch Nails с их третьего полноформатного студийного альбома The Fragile. Композиция, выдержанная в размере 10/4 (при этом вступление имеет размер 4/4), характерна партией фортепиано, исполненной Майком Гарсоном, известным по работе с Дэвидом Боуи и The Smashing Pumpkins; дополнительные гитарные партии были записаны Дэнни Лонером и Эдрианом Белью. Некоторые треки гитарных партий содержат уплотнённую фуззовую текстуру, тогда как другие задействуют вместо традиционного гитарного звучания синтезаторные патчи.
Композиция исполнялась на бис на концертах тура Fragility; видеозапись исполнения композиции вошла на DVD-издание альбома And All That Could Have Been; на записи с этого альбома технически сложные в ряде мест пассажи Гарсона были замещены партией терменвокса в исполнении Чарли Клоузера. Помимо этого, запись репетиции на студии Nothing Studios была размещена на сайте NIN во время тура Fragilty.
Композиция была использована в трейлерах фильма «300 спартанцев» 2007 года.